# آسانی در پایین جاده
آسانی در پایینِ جاده یا سهولت در پایینِ جاده (انگلیسی: Ease on the Road) ترانه‌ای از موزیکال برادوی جادوگر محصول سال ۱۹۷۵ است که یک ترانۀ آر اند بی از جادوگر شهر اُز، ال. فرانک بام است.

## تاریخچه

### نسخه دایانا راس و مایکل جکسون
در سال ۱۹۷۷، «آسانی در پایینِ جاده» به‌عنوان ترانۀ دو نفره بین دایانا راس و مایکل جکسون ضبط شد و به‌عنوان آهنگ فیلم اقتباس سینمایی جادوگر در سال ۱۹۷۸ منتشر شد. همانند بقیه موسیقی‌های فیلم، نسخه سینمایی «آسانی در پایینِ جاده» نیز توسط کوئینسی جونز تولید شد. این ضبط، یکی از اولین همکاری‌های جکسون با کوئینسی جونز بود که در اواخر دهه ۱۹۷۰ و ۱۹۸۰ تهیه‌کننده اصلی او شد.